# Harry Haft
Harry Haft geboren als Hertzko Haft (Bełchatów, 28 juli 1925 – Pembroke Pines, 3 november 2007) was een Pools professionele lichtzwaargewicht bokser in de Verenigde Staten van 1948-1949, die daarvoor een van de gevangengenomen overlevende was van het concentratiekamp Auschwitz.

## Biografie
Haft was de jongste uit een gezin met acht kinderen. In 1941 werd hij op vijftienjarige leeftijd naar een concentratiekamp gestuurd omdat hij Joods was. In Kamp Neu-Dachs, dat was gelegen bij een kolenmijn bij Jaworzno, ten noorden van Auschwitz, nam hij deel aan vuistgevechten tussen gevangenen, georganiseerd door SS'ers. In totaal vocht hij op leven en dood 76 gevechten die hij allemaal won.
Toen het kamp in 1945 wegens het oprukkende Rode Leger werd ontruimd moest Haft deelnemen aan een dodenmars. Hij wist in april van dat jaar te ontsnappen, en doodde een SS-officier, wiens uniform hij zich toe-eigende. Terwijl hij op de vlucht was vermoordde hij een echtpaar dat hem onderdak gaf, omdat hij bang was te worden ontmaskerd.
In hetzelfde jaar vond Haft zijn toevlucht in een vluchtelingenkamp dat werd beheerd door het Amerikaanse leger in bezet Duitsland. In januari 1947 won hij een 'Amateur Joods Zwaargewicht Kampioenschap', georganiseerd door het Amerikaanse leger in München, en ontving hij een trofee uit handen van generaal Lucius Clay.
Met de hulp van zijn familie verhuisde hij naar de Verenigde Staten. Op 6 augustus 1948 begon hij zijn professionele bokscarrière, die duurde tot 18 juli 1949. Hij vocht zijn laatste wedstrijd tegen Rocky Marciano die hij moedwillig verloor nadat leden van de maffia hem te verstaan hadden gegeven dat hij zou worden vermoord als hij zou winnen.
In 1949 trouwde hij met Miriam Wofsoniker, met wie hij twee zonen en een dochter kreeg. Hij werd vaak gekweld door herinneringen uit de oorlogsperiode, die resulteerden in uitbarstingen van agressie. Samen met zijn zoon Alan Scott schreef hij in 2003 zijn memoires onder de titel "Harry Haft: Auschwitz Survivor, Challenger of Rocky Marciano".
In april 2007 werd Haft opgenomen in de National Jewish Sports Hall of Fame. Hij stierf in november van hetzelfde jaar op 82-jarige leeftijd aan kanker.

## Postuum
In 2021 verscheen de film The Survivor, gebaseerd op het leven van Haft. Hij wordt daar in gespeeld door Ben Foster.